# 建平 (後燕)
建平（けんへい）は、五胡十六国時代、後燕の君主慕容盛の治世で使用された元号。398年10月 - 12月。

## 西暦・干支との対照表
| 建平 | 元年  |
| 西暦 | 398年 |
| 干支 | 戊戌  |